# Kovář Vakula (opera)
Kovář Vakula je čtvrtá opera Petra Iljiče Čajkovského o třech dějstvích a osmi obrazech napsaná na námět Gogolovy pohádky Štědrovečerní noc z jeho Večerů na dědince nedaleko Dikaňky. Autorem libreta je básník Jakov Petrovič Polonskij. Premiéra se konala na scéně Mariinského divadla v Petrohradě roku 1876 a ačkoliv měla zpočátku velký úspěch u obecenstva i kritiky, po 17 reprízách byla stažena z repertoáru a více se už nikdy nehrála. Čajkovskij se po jedenácti letech k této opeře znovu vratil a přepracoval ji. Opera tehdy dostala i nový název Střevíčky.

## Okolnosti spojené se vznikem díla
Kompozice opery na námět Gogolovy povídky Svatá noc byla ředitelstvím Ruské hudební společnosti původně zadána ruskému skladateli A. N. Serovovi. Ten však roku 1871 zemřel a tak se rozhodlo ředitelství Společnosti, s cílem uctít tak mj. i Serovovu památku, vypsat konkurs na napsání této opery.
Nakonec se před porotou sešlo sedm oper různých skladatelů se stejným názvem. Čajkovského opera ovšem zdá se převyšovala ostatní díla do té míry, že jí bylo jednomyslně přiřčeno vítězství.

## Charakteristika díla
Opera obsahuje jasné ukrajinské idiomy či vznešenou polonézu ve třetím dějství.

## Kritika díla ze strany skladatele
Neúspěch opery Čajkovskij sám předpověděl, když v jednom dopise skladateli Tanějevu psal: „... Vakula je určen k slavnému propadnutí.." Byl si totiž vědom nedostatků svého díla. Jak napsal v jiném ze svých dopisů, „udělal jsem vše pro to, abych paralyzoval účinek všech těch míst, která sama o sobě by se mohla líbit, kdybych byl více zdrženlivý v hudebním výraze a méně zapomínal na scénické podmínky, vlastní opernímu stylu. Opera trpí nadbytkem detailů, chromatičností harmonie a nedostatkem zaokrouhlenosti jednotlivých čísel..." 

## Zajímavost
Na stejný námět Nikolaje Gogola vznikla též opera Příběh noci vánoční Nikolaje Rimského-Korsakova a opera Vánoční noc Mykoly Lysenka.